# Сульфат золота(II)
Сульфат золота(II) — неорганическое соединение, соль металла золота и серной кислоты с формулой AuSO4. При нормальных условиях представляет собой оранжевые кристаллы. Известен димер состава Au[Au(SO4)2].

## Получение
Соединение получается действием смеси серной и иодноватой кислот на тонкие листочки или мелкодисперсный порошок металлического золота при 300 °С.

## Свойства
Сульфат золота(II) образует оранжевое кристаллическое вещество. Существует димер с формулой Au[Au(SO4)2].